# 삼육학원

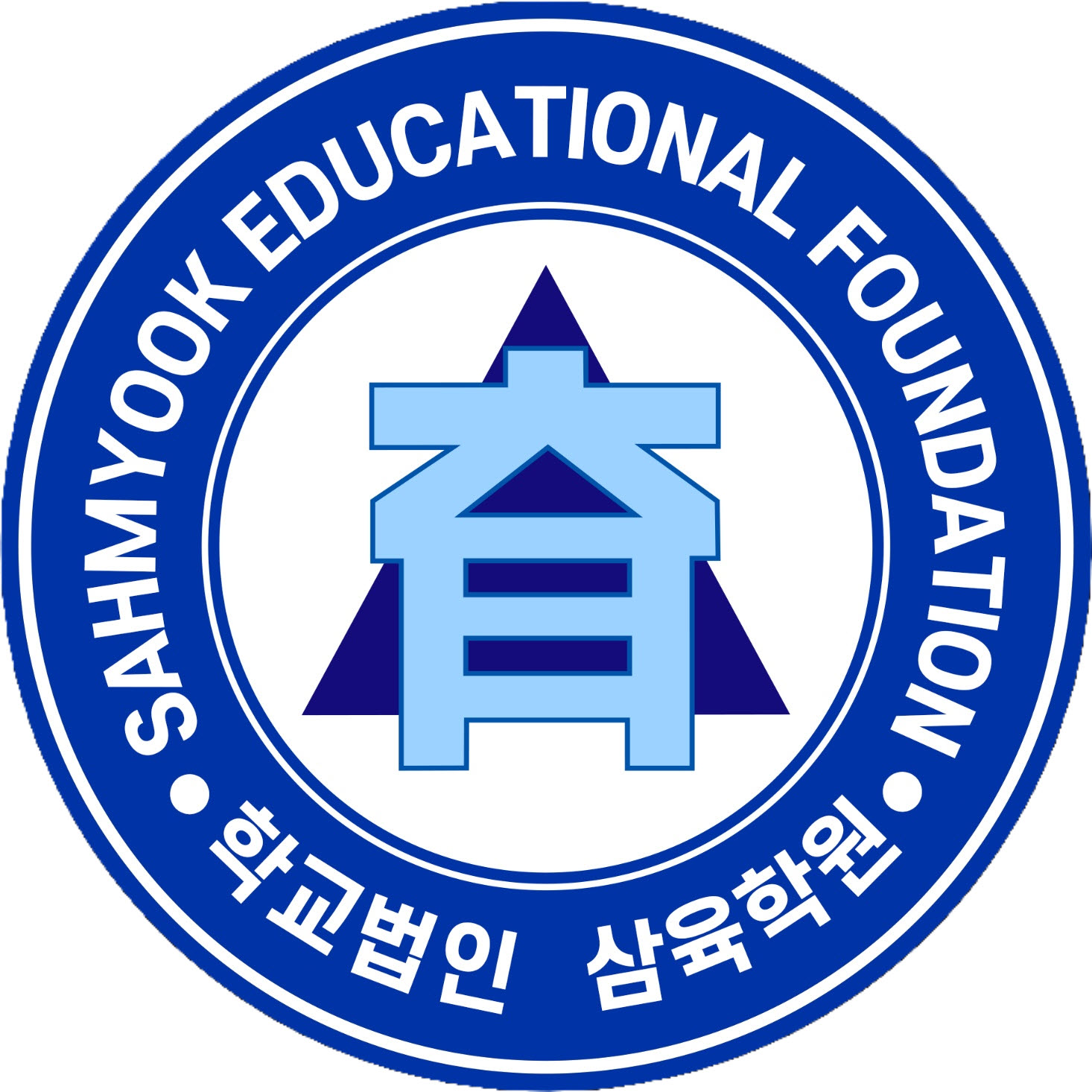

학교법인 삼육학원은 제칠일안식일예수재림교회에서 한국에 설립한 학교들을 소유한 학교법인이다. 학교명에 삼육이라는 이름을 사용하는 삼육학교들은 모두 이 법인 소속이다. (삼육재활학교는 제칠일안식일예수재림교회에서 설립한 의료재단 소유였는데 현재 명칭을 바꾸었다.)
1. 초등학교

- 서울삼육초등학교 서울특별시 동대문구 회기동
- 태강삼육초등학교 서울특별시 노원구 공릉동
- 춘천삼육초등학교 강원특별자치도 춘천시 동면
- 원주삼육초등학교 강원특별자치도 원주시 무실동
- 동해삼육초등학교 강원특별자치도 동해시 천호동
- 대전삼육초등학교 대전광역시 서구 도마동
- 서해삼육초등학교 충청남도 홍성군 광천읍
- 대구삼육초등학교 대구광역시 수성구 중동
- 부산삼육초등학교 부산광역시 금정구 쳥룡동
- 광주삼육초등학교 광주광역시 남구 주월동

1. 중학교

- 서울삼육중학교 경기도 구리시 교문동
- 한국삼육중학교 서울특별시 노원구 공릉동
- 원주삼육중학교 강원특별자치도 원주시 무실동
- 동해삼육중학교 강원특별자치도 동해시 천호동
- 대전삼육중학교 대전광역시 서구 도마동
- 서해삼육중학교 충청남도 홍성군 광천읍
- 영남삼육중학교 경상북도 경산시 남산읍
- 호남삼육중학교 광주광역시 남구 주월동

1. 고등학교

- 서울삼육고등학교 경기도 구리시 교문동
- 한국삼육고등학교 서울특별시 노원구 공릉동
- 원주삼육고등학교 강원특별자치도 원주시 무실동
- 동해삼육고등학교 강원특별자치도 동해시 천호동
- 서해삼육고등학교 충청남도 홍성군 광천읍
- 영남삼육고등학교 경상북도 경산시 남산면
- 호남삼육고등학교 광주광역시 남구 주월동

1. 대학교

- 삼육대학교 서울특별시 노원구 공릉동

1. 전문대학교

- 삼육보건대학교 서울특별시 동대문구 회기동